# Autopista AP-53
Die Autopista AP-53 oder Autopista Central Gallega ist eine Autobahn in Spanien. Die Autobahn beginnt in Santiago de Compostela und endet in Ourense.

## Größere Städte an der Autobahn
- Santiago de Compostela
- Lalín
- Ourense